# Palthebos

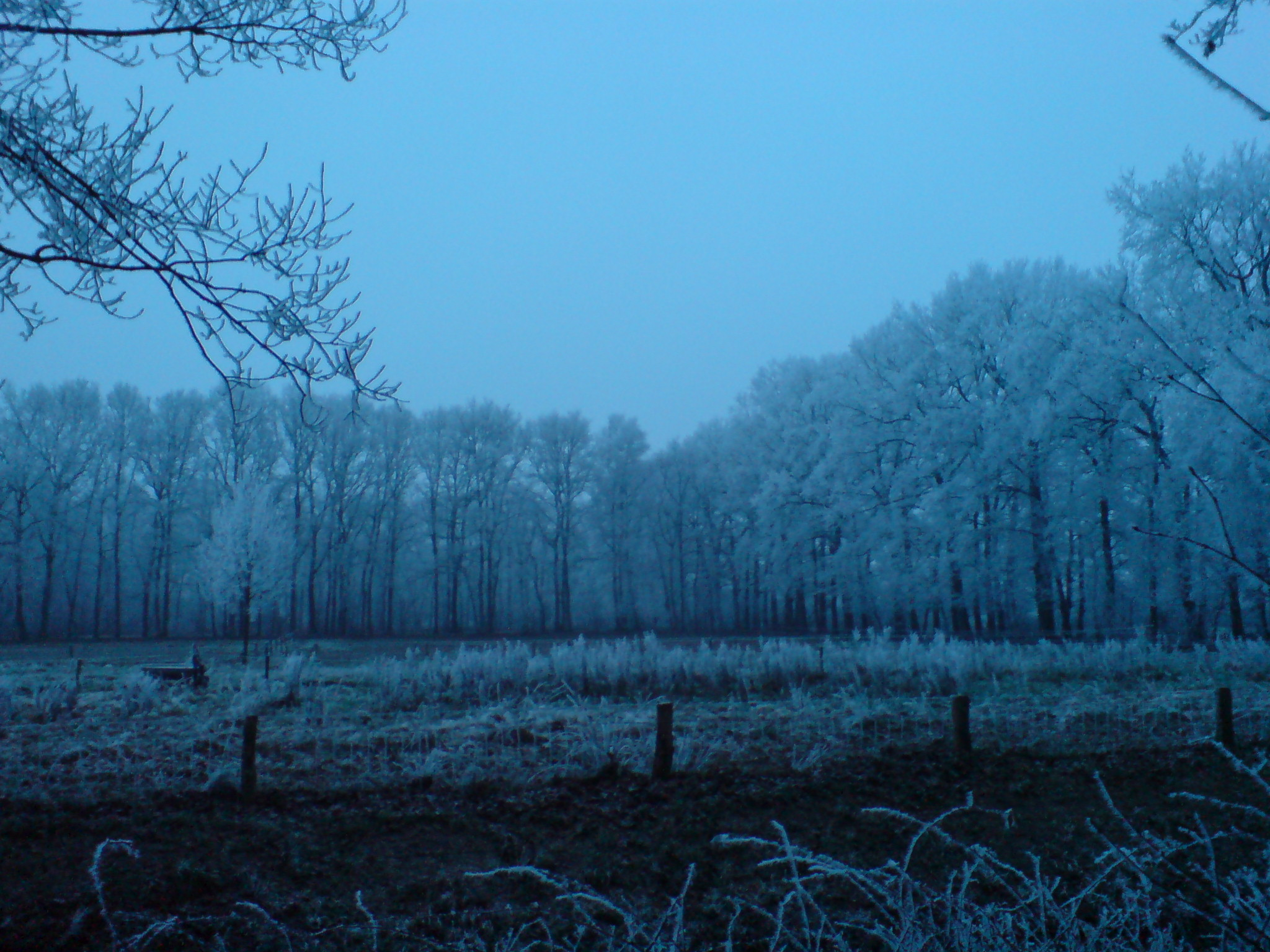
Een open veld in het Palthebos gestoken in een winters jasje.

Het Palthebos is een parkachtig gebied met weiden en lanen te Nieuwleusen, een dorp in de provincie Overijssel. Het is te vinden aan de Dommelerdijk, in de directe omgeving van de hervormde kerk. Het Palthebos meet rond 5 ha en wordt gebruikt als wandelgebied.

## Geschiedenis
Het Palthebos is vernoemd naar de familie Palthe. In 1754 werd Jan Arend Palthe tot dominee vernoemd in Nieuwleusen. Tijdens zijn vijftigjarige predikantschap verwierf hij een grote invloed en ook bezittingen, waaronder het Palthebos. Het bleef tot 1928 in handen van de familie Palthe, toen stierf Gulia Palthe kinderloos en liet het bos na aan de naast het bos gelegen hervormde kerk.

## Aanwezig in het bos
In het Palthebos is het Museum Palthehof gelegen, vernoemd naar dezelfde familie Palthe. Naast dit in 1998 nieuw gebouwde museum lag tot 1946 de begraafplaats van de hervormde kerk.
Tevens is de bult van Derk-Jan gelegen in het Palthebos. Dit is een voormalig openluchttheater half omringd door een brede sloot. Op deze bult wordt bij winters weer sleetje gereden.
Aan de rand van het bos zijn diverse beeldhouwwerken te bezichtigen.
Het bos bevat verschillende weides, die door lanen met bomen omzoomd zijn en die seizoensgebonden bewoond worden door dieren. Vaste bewoners zijn de geiten en de herten. In de zomer lopen op andere weides koeien en/of paarden.

## Slag om Nieuwleusen
Op 21 en 22 april 2007 werd in het Palthebos een veldslag nagespeeld tussen troepen van Napoleon en de alliantie. Deze veldslag stond al snel bekend als de 'Slag om Nieuwleusen', hoewel er nooit een Slag om Nieuwleusen heeft plaatsgevonden.